# 暗褐飘拂草
暗褐飘拂草（学名：Fimbristylis fusca）为莎草科飘拂草属下的一个变种。

## 扩展阅读
維基物種上的相關：暗褐飘拂草